# Celaetycheus paradoxus
Celaetycheus paradoxus är en spindelart som beskrevs av F. O. Pickard-Cambridge 1900. Celaetycheus paradoxus ingår i släktet Celaetycheus och familjen Ctenidae.
Artens utbredningsområde är Panama. Inga underarter finns listade i Catalogue of Life.